# Aleksandar Gec
Pour les articles homonymes, voir Gec.
Aleksandar Gec (en serbe : Александар Гец), né le 3 mars 1928, à Belgrade, dans le Royaume des Serbes, Croates et Slovènes et mort le 12 avril 2008, à Belgrade, en Serbie, est un ancien joueur, entraîneur et dirigeant yougoslave de basket-ball.

## Palmarès
- Champion de Yougoslavie 1946, 1947, 1948, 1949, 1950, 1951, 1952, 1953